# Гречко Ірина Олексіївна
Ірина Олексіївна Гречко (*25 січня 1967, с. Люботин Любешівського району Волинської області) — українська співачка, заслужена артистка України.

## Життєпис
Народилась 25 січня 1967 року в селі Люботин Любешівського району Волинської області.
Навчалася в Гірківській восьмирічній школі.
«Я знаю, що таке тяжка сільська праця та чудодійна сила пісні. Скільки себе пам'ятаю – все співучою: чи то вдома, чи на роботі з мамою, чи в школі. Стати артисткою завжди мріяла, як і багато дітей, але мрія ця жила далеко в глибині душі, мені вона, здавалось, нездійсненна. Закінчувала культосвітнє училище, готувалась працювати в культурі. Все змінив щасливий випадок. Мене побачив і слухав, вже тоді народний артист України Анатолій Пашкевич. Я стала артисткою Волинського народного хору в 1987 році. Довіку вдячна цій людині і всім колегам, з якими працювала 3,5 роки».
У Тернополі з 1990 року. Тепер – артистка-вокалістка Академічного ансамблю народної музики "Візерунок" Тернопільської обласної філармонії.
2015 року Ірина Гречко отримала звання Заслуженої артистки України.

Ірина Гречко виступає перед земляками у селі Гірки 5 серпня 2018 р.

## Родина
Батько — Олексій Сергійович Гречко (13 липня 1933 – 27 жовтня 2017), українець. Мати — Любов Вереміївна Гречко (до шлюбу Качула, 18 грудня 1932 – 5 січня 2015), українка.
Діти — Василь і Марія (двійнята, н. 15 вересня 1992). 